# 三遊亭鬼丸
三遊亭 鬼丸（さんゆうてい おにまる）は落語の名跡。当代は180年ぶりの名跡復活とのことだが実際は不明。  
文化・文政時代からある古い名前で古くは東亭鬼丸という初代三笑亭可楽の門人に確認できる。過去に東亭、三笑亭など亭号もさまざまで当代も代数不明。
- 初代東亭鬼丸 - 「東都噺者師弟系図」には初代三笑亭可楽の門人で初代東亭ハッ子といった人物が東亭鬼丸を名乗る。番付類では1800年にはハッ子で見え、1811年には鬼丸で見える。天保初年には引退ないし没したようである。
- 東亭鬼丸 - 初代三遊亭圓生が名乗ったという記録がある。
- 「東都噺者師弟系図」には初代東亭鬼丸とは別の鬼丸が掲載されている。
- 鬼丸 - 後∶橘家圓玉

三遊亭 鬼丸（さんゆうてい おにまる、1972年8月31日 - ）は落語協会に所属する落語家。本名∶若生 晃一。長野県上田市出身、埼玉県在住。出囃子∶「草競馬」。

## 来歴
父親の仕事の関係で小学校3年生まで大阪に住む。上田市立第三中学校、長野県上田染谷丘高等学校、東洋大学経営学部経営学科卒。
大学卒業後外食産業で働いていたが、激務を理由に転職を考えていた頃、寄席で三遊亭圓歌の落語を聞き「今日出てきた噺家の中で一番面白い。」と思ったのが弟子入りのきっかけであるという。
1997年（平成9年）1月に三代目三遊亭圓歌に入門、前座名｢歌ご」として同年5月に鈴本演芸場で初高座を踏む。2000年（平成12年）6月には二つ目に昇進して「きん歌（三代目）」と改名 。2002年（平成14年）には若手落語家によるユニット「大江戸台風族」結成に台風6号として参加。2009年（平成21年）には、NHK新人落語コンクールで入賞を果たした。
2010年（平成22年）9月に入船亭扇里、林家きく麿、三代目蜃気楼龍玉、五代目柳家小せんと共に真打に昇進して「鬼丸」を襲名。天保年間に活躍した「東亭鬼丸」から取られたもので、今回、180年振りの復活となるという。

## 芸歴
- 1997年1月∶三代目三遊亭圓歌に入門、前座名は｢歌ご」。
- 2000年6月∶二ツ目昇進、「きん歌」と改名。
- 2010年9月∶真打昇進、「鬼丸」を襲名。

## 人物
趣味は浦和レッズ・阪神タイガースの試合観戦など。
Twitterで巨人ファンを統一教会信者のようだと揶揄するなど、歯に衣着せぬ毒舌な芸風で、SNSやラジオと言った幅広いメディアで活躍しファンを獲得している。
喫煙者であり、近年の受動喫煙防止対策やたばこ税の増税について強く批判している。
九代目桂文楽、桂ひな太郎と共に池袋演芸場特選会で「落語会さきがき」を開催している。
兄弟子である4代目三遊亭円歌のパワハラ問題を受け、「弟子がお願いして入門しているため、弟子には人権が無い」という旨の時代錯誤な発言をしている。氏の考えに否定的な意見をポストする人をブロックして対応する事しか出来ず、言葉のプロフェッショナルとしてどうなのかとの声もある。
当然だが、弟子などいない。

## 受賞歴
- 日本橋演芸大賞 - 大賞（2003年）
- 北とぴあ若手落語家選手権 - 奨励賞（2003年）
- 第5回さがみはら若手落語家選手権 - 優勝（2006年）
- 令和元年度彩の国落語大賞

## 出演番組
- GOGOMONZ（NACK5、レギュラー）
- 鬼丸テレビ（テレビ埼玉、MC）